# Petites îles de la Sonde orientales

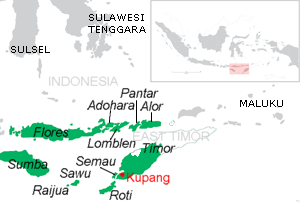
Carte des petites Îles de la Sonde orientales.

Les Petites îles de la Sonde orientales (en indonésien Nusa Tenggara Timur, souvent abrégé NTT) constituent une province d'Indonésie composée de la partie orientale des Petites îles de la Sonde, appelées en indonésien Nusa Tenggara.
La province est bordée à l'ouest par le détroit de Sumba (mer de Savu), au nord par la mer de Florès, au nord-est par la mer de Banda, au sud-est par l'océan Indien et au sud-ouest par la mer de Timor. Les côtes nord des îles de Sumba et de Timor baignent la mer de Savu. Il en va de même des  côtes méridionales de l'île de Florès et de celles des îles Solor, Pantar et Alor (pour cette dernière île, uniquement à l'ouest du méridien 125° est). La capitale provinciale est Kupang sur l'île de Timor.
Sa superficie est de 47 876 km2. Sa population était de 5,33 millions d'habitants au recensement de 2020.

## Divisions administratives
La province est divisée en vingt kabupaten :
- Alor (Kalabahi)
- Belu (Atambua)
- Ende (Ende)
- Florès oriental (Larantuka)
- Kupang (Kupang)
- Lembata (Lewoleba)
- Manggarai (Ruteng)
- Manggarai oriental (Borong)
- Manggarai occidental (Labuan Bajo)
- Nagekeo (Mbay)
- Ngada (Najawa)
- Rote Ndao (Ba'a)
- Sabu Raijua (Sabu Barat)
- Sikka (Maumere)
- Sumba central (Waibakul)
- Sumba occidental (Waikabubak)
- Sumba oriental (Waingapu)
- Sumba du Sud-Ouest (Tambolaka)
- Timor central Sud (Soe)
- Timor central Nord (Kefamenanu)

et une kota :
- Kupang

## Histoire
Tomé Pires, un apothicaire portugais qui de 1512 à 1515 a habité Malacca, conquise en 1511, note dans sa Suma Oriental que le bois de santal provient de Sumba et Timor. 
Au XVIIe siècle, c'est toujours le cas de Timor, mais plus de Sumba. Florès, Roti et Savu ont peu d'intérêt pour la VOC (Vereenigde Oostindische Compagnie ou Compagnie néerlandaise des Indes orientales). Les Portugais établissent un fort à Kupang dans l'ouest de l'île de Timor, puis l'abandonnent. La VOC occupe Kupang en 1653, mais doit faire face, pour le commerce du santal, à des marchands de Florès. Les Portugais se sont retirés dans l'est de Timor. En 1681, la VOC soumet Roti, où elle s'approvisionne en esclaves.
Au cours du XVIIIe siècle, les habitants de l'île de Roti se convertissent au christianisme, ce qui leur permet d'échapper à la fois à l'esclavage et à la domination des seigneurs locaux, qui adhèrent à des religions traditionnelles. La première conversion d'un chef a lieu en 1729. Les chefs convertis demandent à la VOC de leur procurer des maîtres d'écoles. Dès 1765, les gens de Roti ont pris en charge les écoles, où l'enseignement se fait en malais. Ils forment donc une élite qui leur donnera un rôle dominant dans la région au XXe siècle.
Durant le XIXe siècle, les Néerlandais s'intéressent surtout à Florès pour les mêmes raisons que pour Bali, à savoir le trafic d'esclaves et le pillage d'épaves. Ils lancent des expéditions en 1838 et 1846. Les Portugais, basés à Timor Est, reconnaissent la souveraineté néerlandaise sur Florès en 1859. En 1907, une rébellion est réprimée. Les autres petites îles de la Sonde passent sous contrôle néerlandais durant cette période, mais le Timor oriental reste portugais.
Au Timor occidental, la partie de l’île qui devint néerlandaise va être marquée par la culture et la colonisation portugaise : les Néerlandais ne vont pas chercher à imposer leur langue, et la région restera majoritairement catholique. La langue portugaise disparaîtra du Timor occidental au début du XXe siècle. Jusqu'en 1912, les Hollandais vont rechercher à décourager les Portugais, et les inciter à partir du Timor oriental. À partir de 1912, les relations entre les deux puissances coloniales vont se normaliser, mais les relations resteront tendues, et faire acheminer des marchandises ou des hommes de la métropole, par le Portugal, vers sa colonie va rester difficile. De 1942 à 1945, tout le Timor, dont celui portugais, va être occupé par les Japonais, comme toutes les Indes néerlandaises. Le retour des Portugais s'effectuera au début de 1946, retardé par les indépendantistes indonésiens.
L'indépendance de l'Indonésie, accordée par les Néerlandais en 1949, va rendre très difficile l'avenir de la colonie portugaise du Timor. L'accès de la colonie va être rendu particulièrement ardu au Portugal, et les accrochages frontaliers être nombreux. Entre 1949 et 1975, le Portugal va moins investir dans sa colonie, car ses comptoirs en Inde (Goa, Diu, Daman, Dadra) sont envahis par l'armée indienne, entre 1954 et 1961, et face au géant indonésien, les Portugais estimaient que la situation allait être similaire. C'est ce qui explique en partie les faibles investissements : routes non-bitumées, contingent colonial modeste, dépenses faibles pour l'éducation, etc. La colonie sera finalement envahie par l'armée indonésienne en 1975, sans grande résistance (entre-temps, une indépendance éphémère fut instaurée, avec la proclamation d'une république du Timor Leste).

## Démographie

### Religion

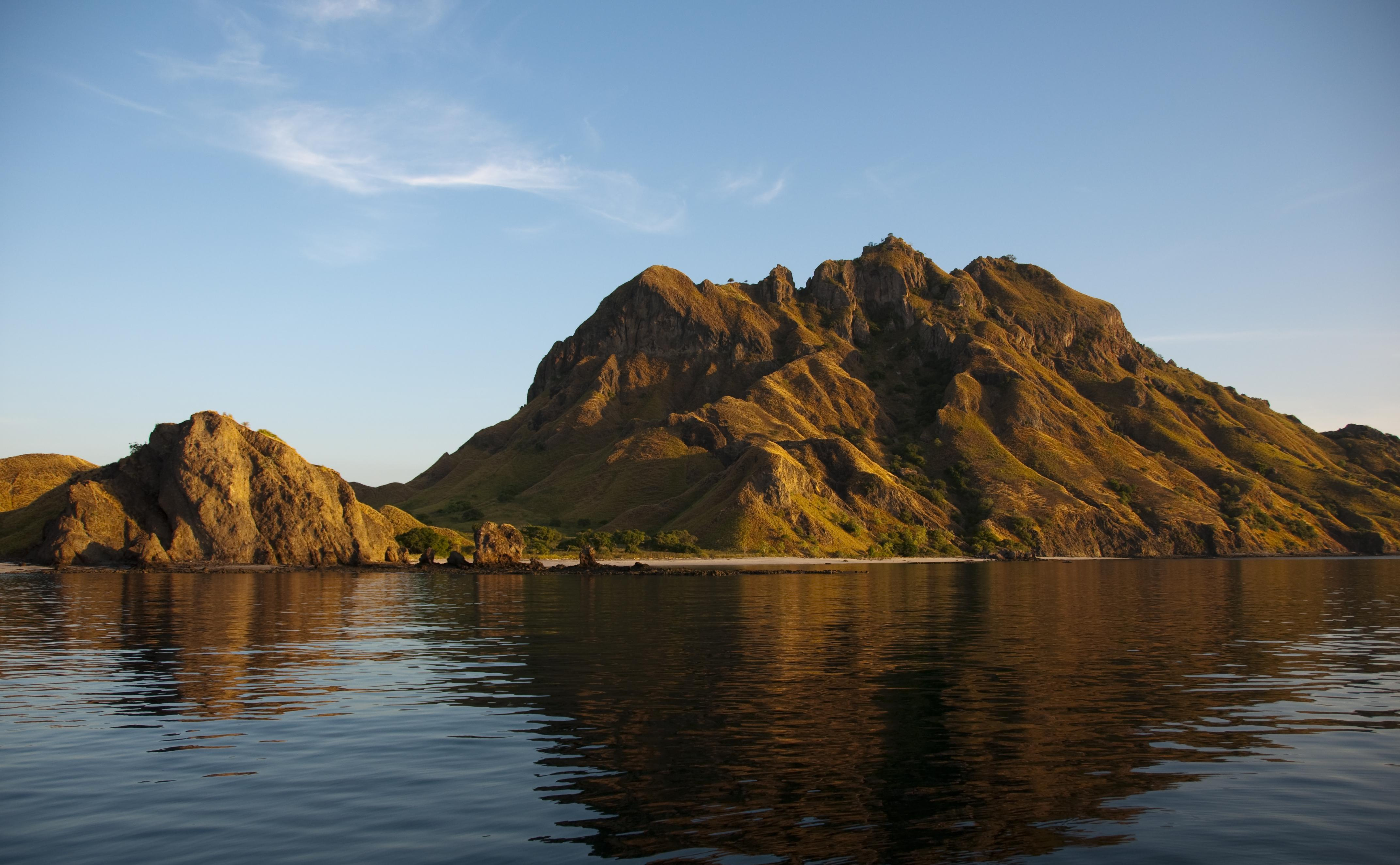
Komodo, une des petites îles de cette province.

|                   | Quantité  | %      |
| ----------------- | --------- | ------ |
| Catholicisme      | 3 013 820 | 53,73% |
| Protestantisme    | 2 028 057 | 36,16% |
| Islam             | 529 807   | 9,45%  |
| Religions locales | 31 546    | 0,56%  |
| Autres            | 5 819     | 0,11%  |

## Faune
L’île de Komodo est connue pour son varan, le Dragon de Komodo.